# Mark Ford
Mark Stuart Ford (Pontefract, 10 ottobre 1975) è un ex calciatore inglese, di ruolo centrocampista.

## Carriera

### Club
Nella stagione 1992-1993 vince la FA Youth Cup con il Leeds Utd, club con cui l'anno seguente viene aggregato alla prima squadra, con cui gioca per 4 stagioni nella prima divisione inglese (disputando tra l'altro anche la finale di Coppa di Lega nella stagione 1995-1996, persa per 3-0 contro l'Aston Villa), senza tuttavia mai imporsi stabilmente nella formazione titolare: disputa infatti in totale 29 partite (con un gol segnato), ed al termine della stagione 1996-1997 si trasferisce per 275000 sterline al Burnley, club di seconda divisione. Dopo una prima stagione da titolare, all'inizio della stagione 1998-1999 si rompe una caviglia, restando fermo per 3 mesi: anche dopo l'infortunio non viene più schierato con continuità dal nuovo allenatore del club, Stan Ternet, che nell'estate del 1999 dopo 48 presenze ed una rete nell'arco di 2 stagioni lo lascia svincolare dal club. Ford, da svincolato, si accasa insieme al connazionale ex Millwall Kim Grant al Lommel, club della prima divisione belga, dove nella stagione 1999-2000 gioca 15 partite. A fine anno torna in patria, accasandosi al Torquay Utd in quarta divisione: nel febbraio del 2001 viene ceduto a titolo definitivo per 15000 sterline al Darlington, club della medesima categoria, con cui poi continua a giocare anche nelle stagioni 2001-2002 e 2002-2003 per un totale di 57 presenze e 9 reti in partite di campionato con il club; nella parte finale della stagione 2002-2003 gioca in prestito al Leigh RMI, in Football Conference (quinta divisione e più alto livello calcistico inglese al di fuori della Football League). Nell'estate del 2003 Ford, da svincolato, si accasa ai semiprofessionisti dell'Harrogate Town, in Northern Premier League (all'epoca sesta divisione). Nella stagione 2006-2007 gioca invece in Northern Counties East Football League (nona divisione) con il Tadcaster Albion.

### Nazionale
Nel 1993 ha giocato 5 partite con la nazionale Under-18, mentre nel 1996 ha giocato 2 partite con la nazionale Under-21.

## Palmarès

### Club

#### Competizioni giovanili
- FA Youth Cup: 1

Leeds United: 1992-1993

#### Competizioni nazionali
- FA Charity Shield: 1

Leeds United: 1993